# Лущевская, Ядвига
Ядвига Лущевская (пол. Jadwiga Łuszczewska, 1 августа 1834, Варшава, Польша, Российская империя — 23 сентября 1908, Варшава, Польша, Российская империя) — польский поэт-романтик.

## Биография
Отцом Ядвиги Лущевской был Вацлав Юзеф Лущевский (1806—1867) герба Корчак, статский советник и директор департамента промышленности и ремёсел в комиссии внутренних дел Царства Польского. Мать Лущевской Магдалина Жолтовская была внучкой Эдварда Жолтовского, генерала армии Наполеона I. Ядвига воспитывалась в патриотической атмосфере, где много внимания уделялось истории и литературе. Плодом такого воспитания стали её многочисленные путешествия вместе с родителями по польским землям. В 1856—1860 годах она побывала в Великой Польше, Мальборке, Гданьске, окрестностях Сандомира, а также в Свентокшиских горах, Пенинах и Татрах. Ядвига опубликовала большой цикл репортажей из Татр и Пенин Впечатления от Карпат (Wrażenia z Karpat) в Варшавской газете. Затем она посетила Австрию, Бельгию, Францию и Италию. Псевдоним Диотима выбрала её мать, когда Ядвиге было десять лет. Она быстро завоевала известность как поэт-импровизатор.
Ядвига также занималась патриотической деятельностью. Принимала участие в патриотических манифестациях, которые проходили в Варшаве с 1860 года. Со временем она начала поддерживать реалистическую политику Александра Велёпольского, одного из завсегдатаев художественно-литературного салона семьи Лущевских.
После начала Январского восстания Вацлав Лущевский сложил царского камергера, за что был арестован и в 1863 году сослан в глубинку России. Ядвига решила сопровождать своего отца.
В 1865 году Вацлав с дочерью вернулись в Варшаву. В 1867 году умер отец Ядвиги, а в 1869 году умерла и её мать. Диотима поселилась в доме на Маршалковской улице, 153 и здесь с 1870 года вела собственный литературный салон. Это было начало известных в Варшаве "Литературных четвергов" у Диотимы.
Она ушла из общественной жизни из-за болезни. Ядвига Лущевская скончалась 23 сентября 1908 года и была похоронена на Повонзковском кладбище. Её надгробие украшено скульптурой Данила Залесского "Ангел Воскресения".

## Творчество
Лущевская была автором многих сборников стихов, поэм, пьес и романов. Творческую деятельность начала в 1852 году с публичных импровизаций. В 1854 она опубликовала в Варшаве первый том Импровизации и поэзии (Improwizacji i poezja).
В цикле эпических поэм, озаглавленном Польша в песне (Polska w pieśni), она поставила перед собой цель описать отечественную историю. Эти поэмы она создавала в течение нескольких десятилетий. Цикл простирался от легендарных времён в Лехе (Lech) 1859 года до незавершенной пьесы Собеский под Веной (Sobieski pod Wiedniem) 1908 года. Однако поэмы не встретили признания критиков.
Популярность завоевали её исторические романы для молодежи, в частности Барышня в окошке (Panienka z okienka) 1893 года, Бранки в ясыри (Branki w jasyrze) и Дневник (Pamiętnik), охватывающий 1834—1897 годы. Она также была автором научно-фантастического романа Зеркальная загадка (Zwierciadlana zagadka).

### Избранные произведения
- Improwizacje i poezje (1854)
- Lech (1859)
- Wanda (1887)[6]
- Panienka z okienka (1893)
- Sobieski pod Wiedniem (1908)
- Pamiętnik[7]
- Branki w jasyrze
- Zwierciadlana zagadka[8]